# دالة ارتباط
تعتبر هذه الدوال (الاقترانات) من الوسائل المساعدة لمعرفة العلاقة بين دالتين، تمثل إحداهما إشارة الدخل (المدخلات) والأخرى نمثل إشارة الخرج (المخرجات)، ويتم التعرف على الربط بينهما في المجال الزمني. وتستخدم مثل هذه الدوال في بعض الحالات لدراسة الترابط الذاتي لدالة واحدة يمكن أن تكون إشارة دخل أو إشارة خرج.